# Massoniinae
Massoniinae, podtribus šparogovki, dio tribusa Hyacintheae. Rod se sastoji se od 13 rodova, a opisan je 1883. Ime je došlo po rodu  Massonia s juga Afrike.

## Rodovi
1. Daubenya Lindl.
2. Desertia Mart.-Azorín, M.Pinter & Wetschnig
3. Drimiopsis Lindl. & Paxton
4. Eucomis L'Her.
5. Lachenalia J.Jacq. ex Murray
6. Ledebouria Roth
7. Massonia Thunb. ex Houtt.
8. Merwilla Speta
9. Resnova Van der Merwe
10. Schizocarphus Van der Merwe
11. Spetaea Wetschnig & Pfosser
12. Veltheimia Gled.
13. Whiteheadia Harv.